# První summit Evropského politického společenství
První summit Evropského politického společenství byl mezinárodní summit, který se konal 6. října 2022 v českém hlavním městě Praze. Jednalo se o inaugurační setkání hlav států Evropské unie a sedmnácti dalších neunijních avšak evropských] států v rámci Evropského politického společenství. Představitelé Ruska a Běloruska] přizváni nebyli. V Praze byl summit konán proto, že Česko bylo předsednickou zemí v Radě Evropské unie. Jeho organizátory se stali český premiér Petr Fiala a předseda Evropské rady Charles Michel.

## Cíle
Stanovené cíle summitu:
- Podpořit politický dialog a spolupráci při řešení otázek společného zájmu.
- Posílit bezpečnost, stabilitu a prosperitu evropského kontinentu.

## Harmonogram
Summit se konal dne 6. října 2022 a měl následující strukturu:
- 12.00 – Příjezdy politických představitelů a jejich uvítání na Pražském hradě
- 13.00 – Zahajovací plenární zasedání
- 14.00 – Jednání u kulatého stolu o míru a bezpečnosti nebo energetice, klimatu a hospodářské situaci
- 16.00 – Bilaterální jednání
- 19.30 – Závěrečné plenární zasedání
- 21.45 – Tisková konference lídrů hostitelského tria: Petr Fiala, Emmanuel Macron a Maia Sanduová

Po summitu následovalo neformální zasedání Evropské rady, které se následující den konalo také na Pražském hradě.

## Účastníci
Následující hlavy států/člení představitelé vlád se zúčastnili summitu:
|  | Nečlenský stát EU |

| Stát                | Stát                | účastníci                        | úřad                        |
| ------------------- | ------------------- | -------------------------------- | --------------------------- |
| Albánie             | Albánie             | Edi Rama                         | premiér                     |
| Arménie             | Arménie             | Nikol Pašinjan                   | premiér                     |
| Rakousko            | Rakousko            | Karl Nehammer                    | kancléř                     |
| Ázerbájdžán         | Ázerbájdžán         | Ilham Alijev                     | prezident                   |
| Belgie              | Belgie              | Alexander De Croo                | premiér                     |
| Bosna a Hercegovina | Bosna a Hercegovina | Šefik Džaferović                 | předseda předsednictva      |
| Bulharsko           | Bulharsko           | Rumen Radev                      | prezident                   |
| Chorvatsko          | Chorvatsko          | Andrej Plenković                 | premiér                     |
| Kypr                | Kypr                | Nikos Anastasiadis               | prezident                   |
| Česko               | Česko               | Petr Fiala                       | premiér                     |
| Dánsko              | Dánsko              | Mette Frederiksenová             | premiérka                   |
| Estonsko            | Estonsko            | Kaja Kallasová                   | premiérka                   |
| Finsko              | Finsko              | Sanna Marinová                   | premiérka                   |
| Francie             | Francie             | Emmanuel Macron                  | prezident                   |
| Gruzie              | Gruzie              | Irakli Garibašvili               | premiér                     |
| Německo             | Německo             | Olaf Scholz                      | kancléř                     |
| Řecko               | Řecko               | Kyriakos Mitsotakis              | premiér                     |
| Maďarsko            | Maďarsko            | Viktor Orbán                     | premiér                     |
| Island              | Island              | Katrín Jakobsdóttir              | premiérka                   |
| Irsko               | Irsko               | Micheál Martin                   | taoiseach                   |
| Itálie              | Itálie              | Mario Draghi                     | premiér                     |
| Kosovo              | Kosovo              | Vjosa Osmaniová                  | prezidentka                 |
| Lotyšsko            | Lotyšsko            | Arturs Krišjānis Kariņš          | premiér                     |
| Lichtenštejnsko     | Lichtenštejnsko     | Daniel Risch                     | premiér                     |
| Litva               | Litva               | Gitanas Nausėda                  | prezident                   |
| Lucembursko         | Lucembursko         | Xavier Bettel                    | premiér                     |
| Malta               | Malta               | Robert Abela                     | premiér                     |
| Moldavsko           | Moldavsko           | Maia Sanduová                    | prezidentka                 |
| Černá Hora          | Černá Hora          | Milo Đukanović                   | prezident                   |
| Nizozemsko          | Nizozemsko          | Mark Rutte                       | premiér                     |
| Severní Makedonie   | Severní Makedonie   | Dimitar Kovačevski               | premiér                     |
| Norsko              | Norsko              | Jonas Gahr Støre                 | premiér                     |
| Polsko              | Polsko              | Mateusz Morawiecki               | premiér                     |
| Portugalsko         | Portugalsko         | António Costa                    | premiér                     |
| Rumunsko            | Rumunsko            | Klaus Iohannis                   | prezident                   |
| Srbsko              | Srbsko              | Aleksandar Vučić                 | prezident                   |
| Slovensko           | Slovensko           | Eduard Heger                     | premiér                     |
| Slovinsko           | Slovinsko           | Robert Golob                     | premiér                     |
| Španělsko           | Španělsko           | Pedro Sánchez                    | premiér                     |
| Švédsko             | Švédsko             | Magdalena Anderssonová           | premiérka                   |
| Švýcarsko           | Švýcarsko           | Ignazio Cassis                   | prezident                   |
| Turecko             | Turecko             | Recep Tayyip Erdoğan             | prezident                   |
| Ukrajina            | Ukrajina            | Volodymyr Zelenskyj (videohovor) | prezident                   |
| Ukrajina            | Ukrajina            | Denys Šmyhal                     | premiér                     |
| Spojené království  | Spojené království  | Liz Trussová                     | premiérka                   |
| Evropská unie       | Evropská unie       | Ursula von der Leyenová          | předsedkyně Evropské komise |
| Evropská unie       | Evropská unie       | Charles Michel                   | předseda Evropské rady      |